# Ferenc Idrányi
Ferenc Idrányi (Hernádszentandrás, 2 luglio 1902 – Budapest, 14 ottobre 1958) è stato uno schermidore ungherese, vincitore di una medaglia di bronzo ai Campionati Internazionali di scherma.